# Chaca burmensis
Chaca burmensis е вид лъчеперка от семейство Chacidae.

## Разпространение и местообитание
Видът е разпространен в Мианмар.
Обитава сладководни басейни и реки.

## Описание
На дължина достигат до 20 cm.